# Bela Donna (película)

Bela Donna es una película de 1998, dirigida por Fabio Barreto y protagonizada por Natasha Henstridge y Andrew McCarthy. Está ambientada en Brasil, en los años 1930. 

## Argumento
En los años 1930, una pareja de americanos se muda a Dunas Blancas, un pequeño pueblo en Brasil. Mientras su marido (Andrew McCarthy) busca petróleo con la esperanza de convertirse en millonario, Donna (Natasha Henstridge) le es infiel con un pescador.